# Pinecrest (Florida)
Pinecrest ist eine Gemeinde im Miami-Dade County im US-Bundesstaat Florida. Das U.S. Census Bureau hat bei der Volkszählung 2020 eine Einwohnerzahl von 18.388 ermittelt. 

## Geographie
Pinecrest liegt sechs Kilometer südwestlich von Miami. Angrenzende Kommunen sind Coral Gables, South Miami und Palmetto Bay.

## Demographische Daten
Laut der Volkszählung 2010 verteilten sich die damaligen 18.223 Einwohner auf 6.619 Haushalte. Die Bevölkerungsdichte lag bei 934,5 Einw./km². 90,1 % der Bevölkerung bezeichneten sich als Weiße, 2,0 % als Afroamerikaner, 0,1 % als Indianer und 5,3 % als Asian Americans. 0,9 % gaben die Angehörigkeit zu einer anderen Ethnie und 1,6 % zu mehreren Ethnien an. 41,3 % der Bevölkerung bestand aus Hispanics oder Latinos.
Im Jahr 2010 lebten in 42,3 % aller Haushalte Kinder unter 18 Jahren sowie 25,6 % aller Haushalte Personen mit mindestens 65 Jahren. 79,2 % der Haushalte waren Familienhaushalte (bestehend aus verheirateten Paaren mit oder ohne Nachkommen bzw. einem Elternteil mit Nachkomme). Die durchschnittliche Größe eines Haushalts lag bei 2,94 Personen und die durchschnittliche Familiengröße bei 3,32 Personen.
29,8 % der Bevölkerung waren jünger als 20 Jahre, 17,3 % waren 20 bis 39 Jahre alt, 35,0 % waren 40 bis 59 Jahre alt und 17,9 % waren mindestens 60 Jahre alt. Das mittlere Alter betrug 42 Jahre. 48,7 % der Bevölkerung waren männlich und 51,3 % weiblich.
Das durchschnittliche Jahreseinkommen lag bei 108.403 $, dabei lebten 5,5 % der Bevölkerung unter der Armutsgrenze.
Im Jahr 2000 war Englisch die Muttersprache von 58,08 % der Bevölkerung, spanisch sprachen 35,07 % und 6,85 % hatten eine andere Muttersprache.

## Sehenswürdigkeiten
Am 17. Oktober 2011 wurde das Parrot Jungle Historic District in das National Register of Historic Places eingetragen.

## Verkehr
Das Gemeindegebiet wird im Westen vom U.S. Highway 1 (SR 5) tangiert. Von hier zweigt die SR 826 (Palmetto Expressway) ab.
Die Stationen Dadeland North und Dadeland South der Miami-Dade Metrorail befinden sich am Nordwestrand von Pinecrest. Mit der Vorortbahn erhält man Anschluss an das Zentrum von Miami sowie an den 15 Kilometer nördlich von Pinecrest gelegenen Miami International Airport.